# Антибюрократична революція
Антибюрократична революція — вуличні протести, які були організовані прихильниками Слободана Милошевича протягом 1988—1989 років в Югославії. Протести повалили владу в Сербських автономних провінціях Воєводина і Косово. а також владу Соціалістичної Республіки Чорногорії, і замінили їх на прихильників Милошевича, тим самим створюючи потужний блок в Раді Президентства Югославії.
Назва «Антибюрократична революція» виникла через незадоволення тогочасними бюрократичними і корумпованими урядовими структурами.
Ці події були засуджені комуністичними владами західних Югославських республік (такі як Хорватія і Словенія), які чинили опір спробам поширення протестів на власні території і потім обернулися проти Милошевича. Ці протистояння згодом призвели до розпуску правлячого Союзу комуністів Югославії в 1990 році, а пізніше до Розпаду Югославії.
Ці протести підтримували сербський націоналізм, централізовану Югославію, Економічний лібералізм, і Милошевича.